# 용수철

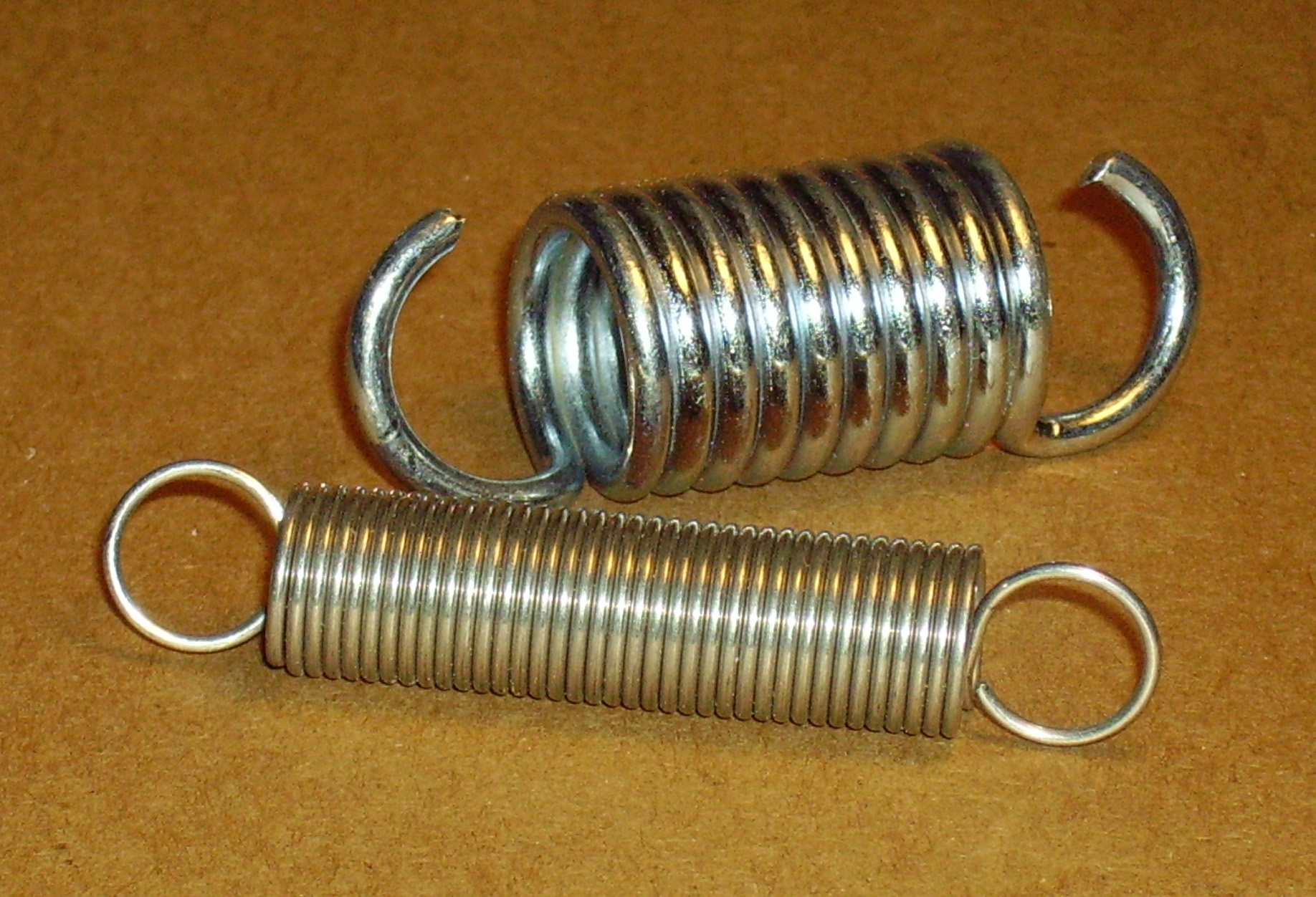
나선형 용수철

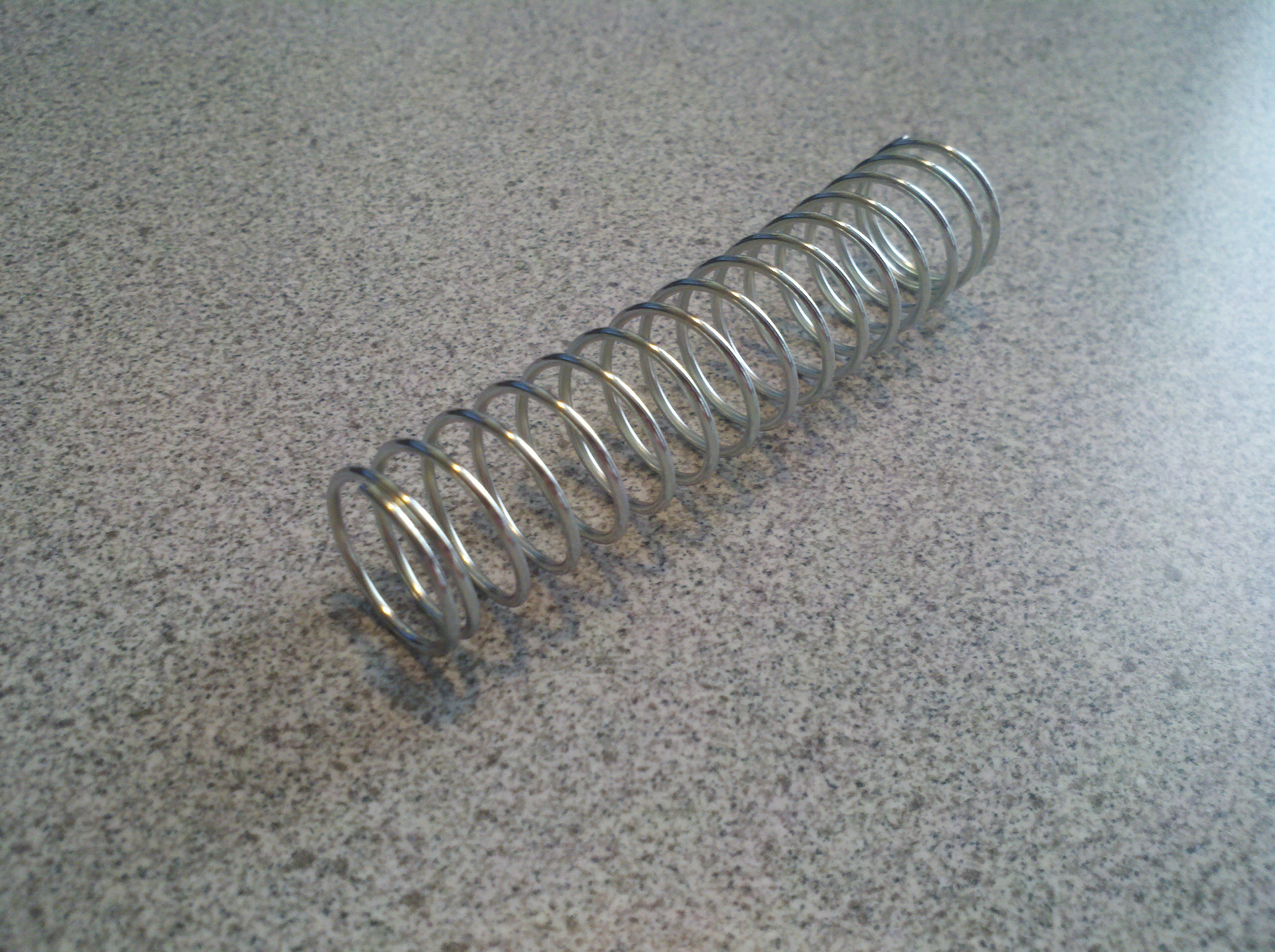
압축형 용수철은 압축할 때 에너지를 축적한다.

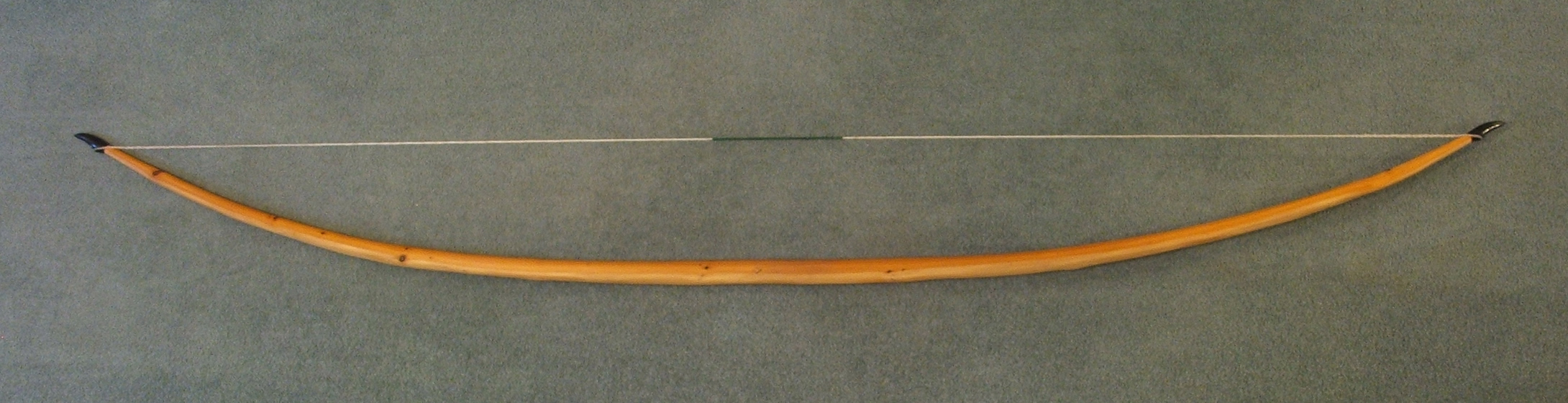
잉글랜드 장궁

용수철(龍鬚鐵, 문화어: 룡수) 또는 스프링(영어: spring)은 기계 에너지를 축적하는 데 쓰이는 탄력이 있는 물체이다. 용수철은 압축되거나 늘어난 후에 원래의 모양으로 돌아올 수 있는 형태(특히 코일)로 구부러지거나 성형된 탄성이 있지만 대체로 단단한 재료(일반적으로 금속)로 구성된 장치이다. 용수철은 압축될 때 에너지를 저장할 수 있다. 일상적으로 사용되는 용어는 코일 용수철을 가장 자주 의미하지만 다양한 용수철 디자인이 있다. 현대식 용수철은 일반적으로 용수철 강으로 제조된다. 비금속 용수철의 예로는 전통적으로 유연한 주목으로 만들어진 활이 있는데, 활을 당길 때 화살을 추진하기 위한 에너지를 저장한다.
강성 변동 기능이 없는 기존 용수철이 휴지 위치에서 압축되거나 늘어나면 대략 길이 변화에 비례하여 반대 힘을 가한다(이 근사치는 더 큰 편향에 대해 분해됩니다). 용수철의 속도 또는 용수철 상수는 가하는 힘의 변화를 용수철의 처짐 변화로 나눈 값이다. 즉, 힘 대 처짐 곡선의 기울기이다. 신장 또는 압축 용수철의 비율은 거리로 나눈 힘의 단위(예: N/m 또는 lbf/in)로 표현된다. 토션 용수철은 비틀어서 작동하는 용수철이다. 축을 중심으로 각도만큼 비틀면 각도에 비례하는 토크가 생성된다. 토션 용수철의 비율은 N·m/rad 또는 ft·lbf/도와 같이 토크를 각도로 나눈 단위이다. 용수철 속도의 반대는 컴플라이언스이다. 즉, 용수철 속도가 10 N/mm인 경우 컴플라이언스는 0.1 mm/N이다. 병렬 용수철의 강성(또는 속도)은 직렬 용수철의 컴플라이언스와 마찬가지로 추가된다.
용수철은 다양한 탄성 재료로 만들어지며 가장 일반적인 것은 용수철 강이다. 작은 용수철은 사전 경화된 소재로 감을 수 있고, 큰 용수철은 어닐링된 강철로 만들어 제조 후 경화된다. 내식성이 요구되는 부품에는 인청동, 티타늄, 전류를 전달하는 용수철에는 저저항 베릴륨동 등 일부 비철금속도 사용된다.

## 역사
코일이 없는 단순한 용수철은 인류 역사 속에서 화살과 같은 데에 사용되었다. 청동기 시대에는 여러 문화에 핀셋이 널리 쓰인 것으로 보아 더 복잡한 용수철 장치들이 사용되었음을 알 수 있다. 알렉산드리아의 크테시비우스는 주석의 비중을 높여 청과 합금하여 주조한 뒤에 두들겨 단단하게 만들어냄으로써 용수철과 같은 특성이 있는 청동을 만드는 방법을 개발하였다.
코일 형태의 용수철은 15세기에 나타났다. 최초의 용수철로 동작하는 회중 시계는 1524년에 피터 헨레인이 발명하였다. 이에 이어 1556년에는 타끼 앗딘과 헨레인이 용수철로 동작하는 시계를 처음 만들어 냈다. 또, 1559년에는 al-Din이 용수철로 동작하는 천문 시계를 처음으로 발명하였다. 크리스티안 하위헌스도 1675년에 용수철을 발명하였다.
1676년 영국의 물리학자 로버트 훅은 용수철이 가하는 힘은 용수철의 신장에 비례한다는 훅의 법칙을 가정했다.
1850년 3월 8일, 존 에반스 선즈(John Evans' Sons, Incorporated)의 설립자인 존 에반스는 코네티컷주 뉴헤이븐에서 사업을 시작하여 마차 및 기타 차량용 판 용수철과 용수철 제조 기계를 제조했다. 에반스는 1847년에 미국으로 이주한 웨일즈 대장장이이자 용수철 제작자였으며 존 에반스 선즈는 오늘날에도 계속 운영되고 있는 "미국에서 가장 오래된 용수철 제작자"가 되었다.

## 물리학적 성질
가한 힘에 대하여, 변형된 길이를 탄성 계수라고 정의한다. (단위: lbf/in (인치 당 파운드) 혹은 N/m(미터 당 뉴턴))
직렬로 연결된 용수철의 탄성 계수는 각각의 용수철의 탄성계수의 역수의 합의 역수와 같다. 병렬로 연결된 용수철의 탄성계수는 각각의 용수철의 탄성계수들의 합과 같다.

## 어원
한국에서 쓰는 龍鬚鐵(용수철)이란 단어는 용수(龍鬚)의 성질을 가진 쇠를 가리킨다. 이때 용수는 돌돌 말린 용의 수염을 일컫는데, 이 용의 수염을 잡아 당겨 곧게 펴더라도 돌돌 말린 모양으로 되돌아간다고 전해진다. 용수철이란 이름은 이러한 탄성체의 복원력을 빗대어 붙여진 이름이다.

## 참조
1. ↑  Springs How Products Are Made, 14 July 2007.
2. ↑  Salim Al-Hassani (2008년 6월 19일). “The Astronomical Clock of Taqi Al-Din: Virtual Reconstruction”. FSTC. 2008년 7월 12일에 원본 문서에서 보존된 문서. 2008년 7월 2일에 확인함.
3. ↑  Donald Routledge Hill and Ahmad Y Hassan. “Engineering in Arabic-Islamic Civilization”. 《History of Science and Technology in Islam》. 2008년 7월 3일에 확인함.
4. ↑  페르낭 브로델 (1995). 〈제6장 기술의 보급: 혁명과 지체〉. 《물질문명과 자본주의Ⅰ-2 일상생활의 구조 下》. 주경철 옮김. 서울: 까치. 618쪽. ISBN 89-7291-084-8. ... 시계 제조에 큰 영향을 미쳤던 호이헨스의 발명(시계추 발명 1656-1657, 용수철 발명 1675)이나...

## 같이 보기
- 훅의 법칙
- 완충기
- 슬링키